# 韩村镇 (赵县)
韩村镇，是中华人民共和国河北省石家庄市赵县下辖的一个乡镇级行政单位。

## 行政区划
韩村镇下辖以下地区：
韩村、北辛庄村、大吕庄村、小吕庄村、苏家疃一村、苏家疃二村、黎村、赵村、泥沟村、北何家庄村、柏家营村、各子一村、各子二村、各子三村、宋城村、大马村、东罗村、西罗村、徐家庄村、李家庄村、北杨家庄村和石家庄村。